# Hendra Ridwan
Hendra Ridwan (sinh ra ở Makassar, Indonesia, 1 tháng 12 năm 1985) là một cầu thủ bóng đá người Indonesia. Hiện tại anh thi đấu cho  Borneo F.C. ở Liga 1, ở vị trí hậu vệ.

## Danh hiệu

### Danh hiệu câu lạc bộ
Persipura Jayapura
- Indonesian Community Shield (1): 2009